# Косвен, Марк Осипович
Марк О́сипович Ко́свен (11 [23] января 1885, Брест-Литовск, Гродненская губерния, Российская империя — 18 июня 1967, Москва, СССР) — российский и советский историк, этнограф, кавказовед и юрист, специалист по истории первобытного общества, матриархату, патриархату, ранним формам брака, семейной общине, историографии первобытной истории и истории этнографического изучения Кавказа. Доктор исторических наук (1943), профессор Московского университета, старший научный сотрудник Института этнографии АН СССР.
В русском кавказоведении он продолжил направление, заложенное академиком М. М. Ковалевским, впервые осветил на материалах народов Кавказа такие вопросы, как дуальная организация, родоплеменная структура, аталычество, куначество и другие.
М. О. Косвен, опираясь на кавказские материалы, обосновал своё ставшее широко известным учение о патронимии, которое в последнее время подвергается критике, особенно в вопросах генезиса патронимии.

## Биография
Родился 11 января (по старому стилю) 1885 года в Брест-Литовске, в семье аптекаря Осипа (Иосифа) Мордуховича Косвена (1851—?) и Блюмы Мовшевны (Моисеевны) Антокольской, уроженцев Вильны. У него был старший брат Лев (1881). Племянник художника Льва Антокольского. В 1904 году окончил Петербургскую гимназию. В 1906 году окончил двухгодичное обучение в Парижском университете и поступил на юридический факультет Петербургского университета (где слушал лекции М. М. Ковалевского). Здесь он заинтересовался вопросами исследования первобытного общества. В 1909 году окончил университет и с 18.12.1910 г. стал помощником у присяжного поверенного М.Г. Казаринова в Петербурге. Во время Первой мировой войны служил в Красном Кресте в отделе по делам военнопленных, а по собранным материалам написал свою первую научную работу — «Военнопленные. Очерк по международному и воинскому праву». В 1917 году — от Российского Красного Креста был командирован в Копенгаген на Международный конгресс по делам военнопленных, где был секретарём конгресса. После Октябрьской революции М. О. Косвен продолжил службу в военно-санитарном ведомстве Красной Армии. С 1921 по 1924 годы находился на советской хозяйственной работе. В 1924 году опубликовал своё первое исследование по первобытной истории — «Происхождение обмена и меры ценности».
Далее работал в нижеследующих НИИ:
- 1924—1929 гг. — Институт истории РАНИОН. (Одновременно, с 1926 года, т.е. со дня основания журнала «Советская этнография» он был его ведущим сотрудником, а с 1946 по 1959 год — и членом редакционной коллегии).
- 1929—1931 гг. — Институт истории Коммунистической академии.
- 1929—1931 гг. — Институт К. Маркса и Ф. Энгельса.
- 1930—1932 гг. — Институт народов Советского Востока. В 1931 году совершил экспедицию поездку на Кавказ. Впоследствии, на протяжении 14 лет (1943—1957) он возглавлял сектор народов Кавказа Института этнографии АН СССР.
- 1932—1934 гг. — Институт народов Севера
- 1934—1936 гг. — Московское отделение ГАИМК
- 1936—1946 гг. — Отдел этнографии «Большой Советской Энциклопедии»
- 1943—1965 гг. — Институт этнографии АН СССР

Одновременно вёл преподавательскую работу, а именно: в 1927 году он впервые вступил на кафедру этнологии Московского университета в качестве доцента, далее с 1934 по 1954 года продолжал педагогическую деятельность в качестве профессора; работал на каф. истории древнего мира.
Автор около ста этнографических статей в «Большой советской энциклопедии», также редактировал значительное число энциклопедических статей по этнографии.
Автор более 400 научных работ, часть которых неоднократно переиздавалась в СССР, а некоторые также выходили на иностранных языках в разных странах Европы и Азии.
Умер 18 июня 1967 года в Москве. Урна с прахом захоронена в колумбарии Донского кладбища.

## Семья
- Брат — Савелий Осипович Косвен (1886—?), юрисконсульт в Ленинградском тресте Массового производства. Племянники — архитекторы Лев Савельевич Косвен (1910—1989)[6] и Вера Савельевна Косвен (1914—?).
- Двоюродный брат — Павел Григорьевич Антокольский, поэт.

## Награды
- орден Трудового Красного Знамени (27.03.1954)
- орден «Знак Почёта» (1945)
- медаль «За доблестный труд в Великой Отечественной войне 1941—1945 гг.».

## Основные работы

### Книги
- Военнопленные. Очерк по международному и воинскому праву. Пг., 1915;
- Происхождение обмена и меры ценности. Л., 1924
- Преступление и наказание в догосударственном обществе. М., Л., 1925;
- «Брак — покупка» (1925);
- Половые отношения и брак в первобытном обществе. М., Л., 1928;
- «Переход от матриархата к патриархату» (1930) ;
- «Очерк истории зарубежной этнографии» (1935);
- Матриархат. История проблемы. М.-Л., 1948;
- «История первобытного общества. Исследования и материалы» (1952);
- Очерки истории первобытной культуры. М., 1953; 2-е изд. 1957;
- Этнография и история Кавказа. Исследования и материалы. М., 1961;
- Семейная община и патронимия. М., 1963;
- Культура и быт народов Северного Кавказа (1917—1967). М., 1968. (посм.).

### Статьи
- «Аталычество» // «Советская этнография», 1935, № 2; С. 41-62.
- «Из истории родового строя в Юго-Осетии» // «Советская этнография», 1936, № 2;
- «Пережитки матриархата у народов Кавказа» // «Советская этнография», 1936, № 4—5;
- «Очерки по этнографии Кавказа» // «Советская этнография», 1946, № 2;
- «Проблема общественного строя горских народов Кавказа в ранней русской этнографии» // «Советская этнография», 1951, № 1;
- Материалы по истории этнографического изучения Кавказа в русской науке (чч. 1—3) // Кавказский этнографический сборник. М., 1955—1962. Т. 1-3.

## Переводы
Редактор перевода:
- 1934: Л.Г. Морган. Древнее общество, или Исследование линий человеческого прогресса от дикости через варварство к цивилизации[7].